# Ким Дон Сон
Ким Дон Сон (кор. 김동성, англ. Kim Dong-Sung, род. 9 февраля 1980 года, Сеул) — южно-корейский шорт-трекист, чемпион зимних Олимпийских игр 1998 года в Нагано на 1000 метров и серебряный призёр в эстафете. Участник Олимпийских игр 2002 года, двукратный абсолютный чемпион мира 1995 и 2002 годов и неоднократный чемпион и призёр чемпионатов мира.

## Спортивная карьера
Ким Дон Сон был самым младшим из трёх детей в семье Ким Чхэ Енга и Ю Ен Хи. В 7 лет начал кататься на коньках, немного позже и соревноваться в конькобежном спорте, а в 9 лет перешёл в шорт-трек. В феврале 1996 года его впервые вызвали в сборную Южной Кореи, где он дебютировал на зимних Азиатских играх в Харбине и выиграл золотую медаль в мужской эстафете, а также серебро на 500 метров и бронзу на 1000 метров. В том же году он впервые выступил на чемпионате мира в Гааге, где взял бронзу в эстафете.
В январе 1997 года Ким участвовал в юниорском чемпионате мира в Меркете, где он выиграл на всех дистанциях, превзойдя таких соперников, как Франсуа-Луи Трамбле, Расти Смит, Дэн Вайнштейн. Ким установил два мировых рекорда на 500 метров - 43,491 сек, и на 1500 метров- 2:19,828 сек. Через 2 месяца он участвовал на чемпионате мира в Нагано, и стал абсолютным чемпионом мира, завоевал золото на 1000 метров, в эстафете и победил в суперфинале. Ким стал первым шорт-трекистом, выигравший чемпионаты мира среди юниоров и взрослых. Через неделю в составе команды он выиграл золото командного чемпионата мира в Сеуле.
После чемпионата мира 1997 года у Кима начались проблемы с коленом и он пропустил почти весь сезон подготовки к Олимпийским играм. В 1998 году на Олимпийские игры в Нагано Ким приехал фаворитом, но уже на первой дистанции 500 метров он даже не попал в финал А, занял только 8 место. Правда, на 1000 метров он выиграл золото. Проигрывая на дистанции китайскому спортсмену Ли Цзяцзюню ещё на последнем повороте, он в полушпагате вытянул ногу перед финишной прямой и его конёк пересёк линию на 0,053 сек. быстрее, чем у его соперника, поймав его врасплох. Потом вместе с командой в эстафете взяли серебряную медаль. В том же году на первенстве мира в Вене Ким в общем зачёте занял третье место.
После Олимпиады в Нагано Ким перенёс артроскопическую операцию на колено и больше чем на полгода выбыл из соревновании и тренировок. К третьему этапу Кубка мира в Зутермере он набрал форму и занял на этапе первое место в общем зачёте. На следующем этапе в Секешфехерваре и Нобеяме также выиграл общие зачёты и к последнему этапу в Пекине выигрывал у Ли Цзяцзюня 2 очка, но на дистанциях 500 и 1000 метров его дисквалифицировали в спорных моментах. В итоге первое место в общем зачёте кубка мира занял Ли Цзяцзюнь, а Киму досталось третье место. На чемпионате мира в Софии Ким занял второе место на 1000 метров и в эстафете.
В сезоне 1999—2000 годов на первой гонке Кубка мира в Монреале Ким победил на 500 и 1000 метров и занял первое место в общем зачёте. В Солт-Лейк-Сити снова первый в общем зачёте, на третьем этапе в Нобеяме был вторым, на четвёртом этапе в Чанчуне 5 декабря Ким сначала установил мировой рекорд на дистанции 1000 метров 1:27,307 сек, а следом побил рекорд в эстафете вместе с командой 6:49,618 сек. На пятом этапе в Гётеборге Ким победил в эстафете и был третьим на дистанции 1000 метров. Он впервые выиграл общий зачёт Кубка мира 2000 года.
На чемпионате мира 2000 года в Шеффилде 11 марта в полуфинале на дистанции 500 метров Ли Цзяцзюнь неудачно упал на повороте и коньком зацепил Кима, порезал ему правое плечо. Кима унесли на носилках. Его прооперировали, но на чемпионате он больше не выступал. После восстановления он начал выступать на Кубке мира, но вновь повредил колено и ему второй раз сделали операцию. До сезона 2002 года он занимался лечением и восстановлением.

## Завершение карьеры
Для Кима Олимпийские игры в Солт-Лейк-Сити завершились скандально. Он выигрывал легко все предварительные гонки, а потом и в финалы на всех трёх дистанциях, но пересмотрев результаты на 1500 метров его дисквалифицировали за блокировку Аполо Антона Оно. Началась полемика вокруг этого конфликта. Олимпийский комитет Республики Корея подали апелляцию в Международный союз конькобежцев, но её не удовлетворили, тогда они подали протест в Спортивный арбитражный суд, но и там отклонили протест. Южнокорейская делегация пригрозила бойкотом церемонии закрытия Олимпиады. На чемпионате мира в Монреале Ким выиграл все дистанции и стал второй раз абсолютным чемпионом мира, тем самым доказал всем, что он на тот момент был лучшим шорт-трекистом мира.

## Тренерская работа
В 2002 году он окончил и подписал контракт со спортивным клубом города Тондучхон. Однако постоянные проблемы с коленом заставили его покинуть шорт-трек и в 2005 году он завершил карьеру. Он переехал в США и начал тренерскую карьеру в Вирджинии и Мэриленде. В феврале 2011 года газета The Washington Post сообщила, что шесть спортсменов заявили, что видели как Ким применял телесные наказания к другим конькобежцам. Было расследование и не было доказано вины Кима. Его поддержали 32 родителя его учеников. Примерно в то же время он открыл частный спортивный клуб Спидскейтинга, в Вашингтоне. Однако на отсутствие доказательств вины Кима американский Спидскейтинг приостановил тренерскую деятельность Кима. Его восстановили в должности в августе 2011 года. Постоянные конфликты с местными СМИ и недоброжелателями заставили Кима уехать обратно в Южную Корею в ноября 2011 года. Но американский Спидскейтинг продолжил свои расследования и наложила пожизненный запрет на тренерскую работу Кима. В настоящее время Ким работает комментатором по шорт-треку для KBS